# Teleborg
Teleborg – największa dzielnica Växjö, położona na południe od centrum, nad jeziorem Trummen. Na jej terenie znajduje się kampus miejscowego uniwersytetu oraz Zamek Teleborg.

## Galeria zdjęć

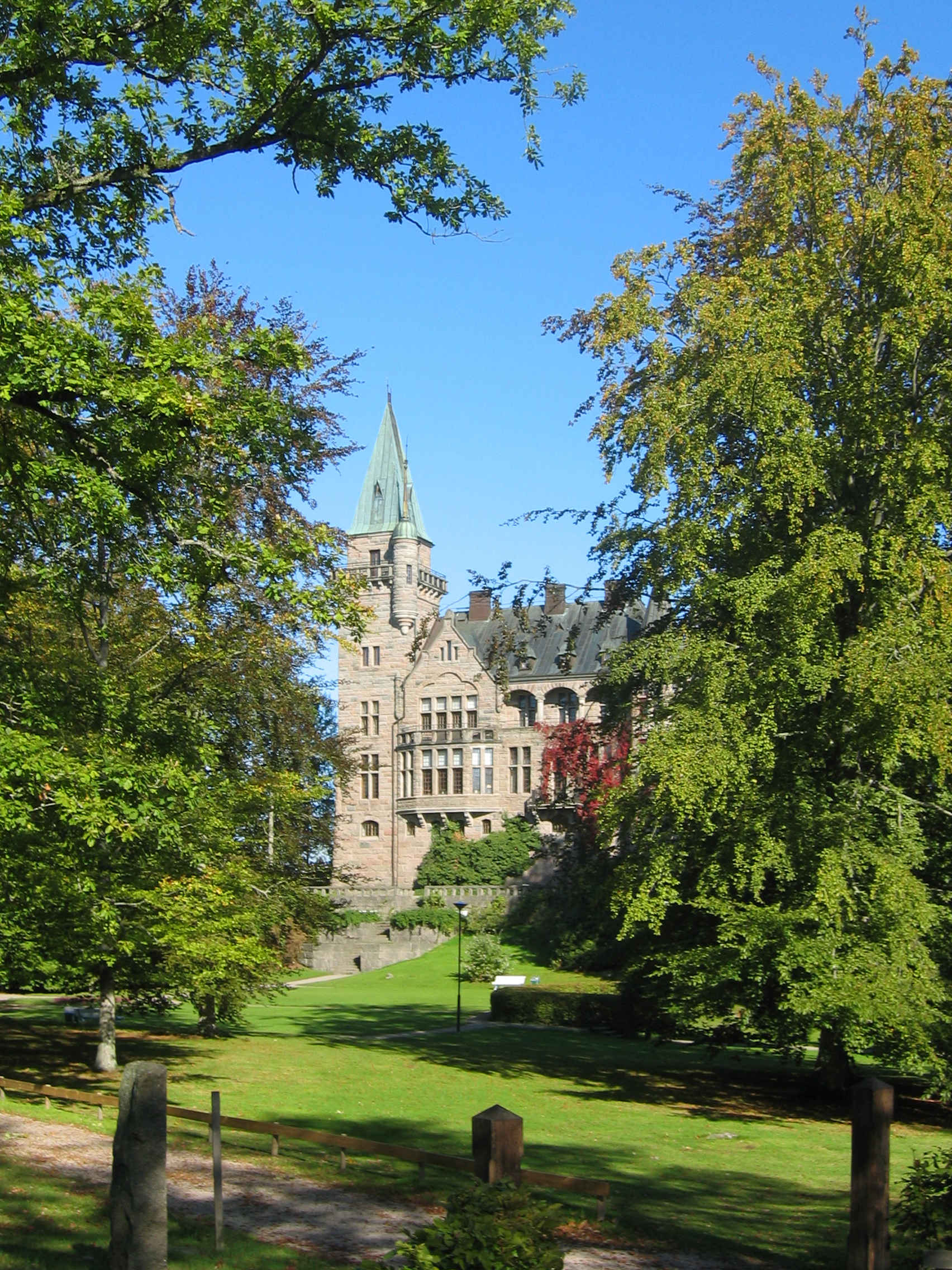
Zamek Teleborg
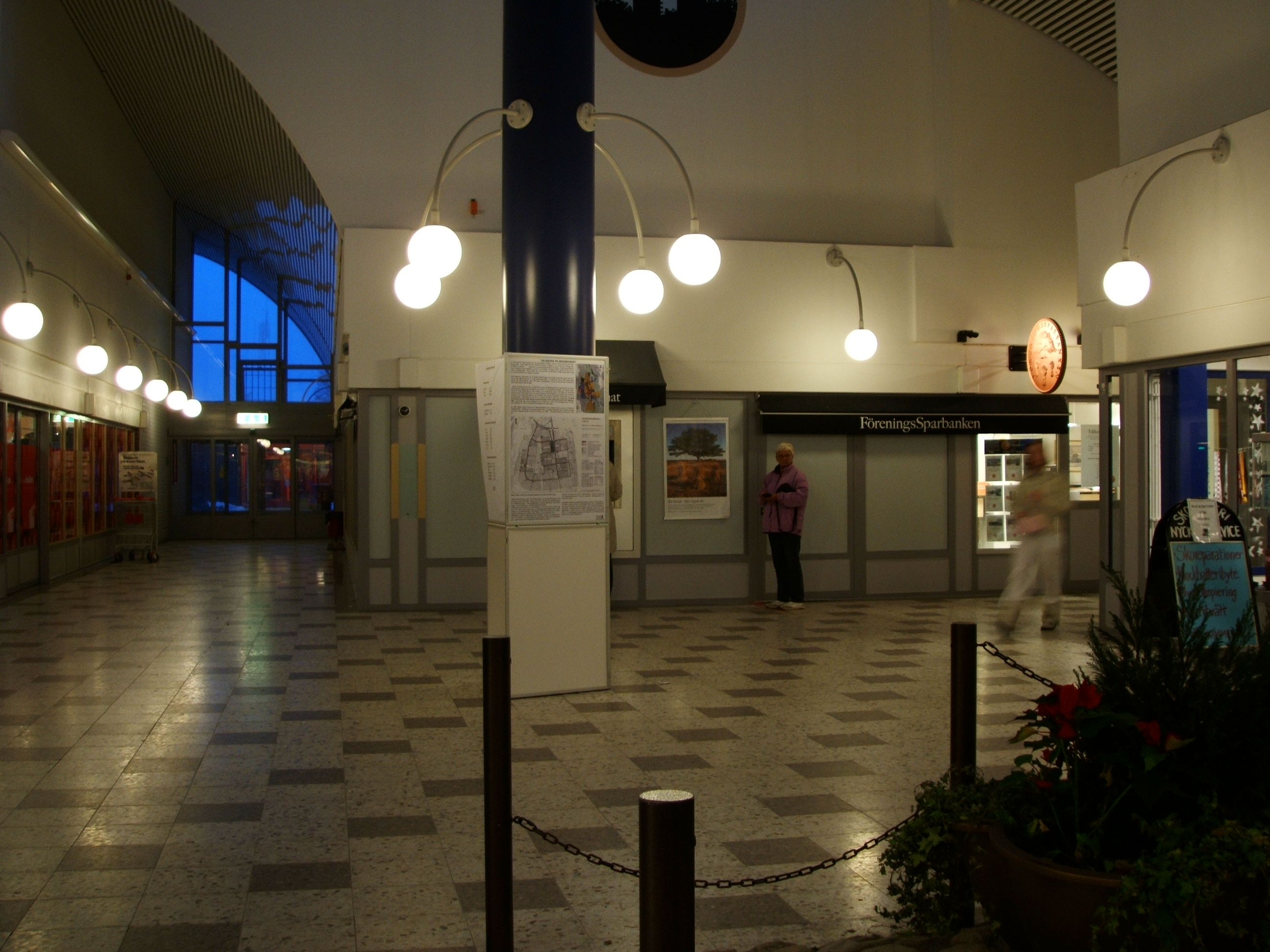
Centrum handlowe na Teleborgu